# فلاديمير كوفاتشيفيتش
فلاديمير كوفاتشيفيتش هو لاعب كرة قدم صربي في مركز الدفاع، ولد في 11 نوفمبر 1992 في Odžaci ‏ في صربيا. شارك مع منتخب صربيا تحت 19 سنة لكرة القدم. أما مع النوادي، فقد لعب مع سبارتاك سوبتيتسا ونادي بروليتر نوفي ساد ونادي فويفودينا وهايدوك كولا.

## وصلات خارجية
- فلاديمير كوفاتشيفيتش على موقع الاتحاد الأوربي (الإنجليزية)
- فلاديمير كوفاتشيفيتش على موقع قاعدة بيانات كرة القدم.إي يو (الإنجليزية)
- فلاديمير كوفاتشيفيتش على موقع بيانات كرة القدم. دي إي (الألمانية)
- فلاديمير كوفاتشيفيتش على موقع ناشيونال فوتبول تيمز (الإنجليزية)
- فلاديمير كوفاتشيفيتش على موقع Soccerbase.com (لاعب) (الإنجليزية)
- فلاديمير كوفاتشيفيتش على موقع Soccerway.com (الإنجليزية)
- فلاديمير كوفاتشيفيتش على موقع عالم كرة القدم.نت (الإنجليزية)